# János Irinyi
János Irinyi (ur. 17 maja 1817 w Albiș, zm. 17 grudnia 1895 w Vértes) – węgierski chemik.
Studiował na Politechnice w Wiedniu. Jako student wynalazł i opatentował nowe, ulepszone zapałki, zapalające się bez głośnego wybuchu typowego dla stosowanych w tym czasie zapałek. Zastosował jako składnik masy zapałczanej dwutlenek ołowiu zamiast wcześniej stosowanego chloranu wapnia. Sprzedał swój patent Istvánowi Rómerowi, producentowi zapałek, za 60 forintów.
Irinyi brał udział w powstaniu węgierskim w 1848 roku.